# Kombináló billentyű
| Néhány gyakori kombináció Kombináló billentyű + | Néhány gyakori kombináció Kombináló billentyű + | Néhány gyakori kombináció Kombináló billentyű + | Néhány gyakori kombináció Kombináló billentyű + |
| 1. gomb                                         | 2. gomb                                         | ered- mény                                      | unicode                                         |
| ----------------------------------------------- | ----------------------------------------------- | ----------------------------------------------- | ----------------------------------------------- |
| '                                               | a                                               | á                                               | U00e1                                           |
| "                                               | a                                               | ä                                               | U00e4                                           |
| =                                               | o                                               | ő                                               | U0151                                           |
| `                                               | a                                               | à                                               | U00e0                                           |
| ~                                               | a                                               | ã                                               | U00e3                                           |
| ^                                               | a                                               | â                                               | U00e2                                           |
| o                                               | a                                               | å                                               | U00e5                                           |
| A fentiek a legtöbb magánhangzóra vonatkoznak   |                                                 |                                                 |                                                 |
| s                                               | s                                               | ß                                               | U00df                                           |
| ,                                               | c                                               | ç                                               | U00e7                                           |
| <                                               | <                                               | «                                               | U00ab                                           |
| >                                               | >                                               | »                                               | U00bb                                           |
| .                                               | .                                               | ·                                               | U00b7                                           |
| ,                                               | "                                               | „                                               | U201e                                           |
| >                                               | "                                               | ”                                               | U201d                                           |
| ^                                               | 1                                               | ¹                                               | U00b9                                           |
| 1                                               | 2                                               | ½                                               | U00bd                                           |
| /                                               | O                                               | ø                                               | U00f8                                           |
| a                                               | e                                               | æ                                               | U00e6                                           |
| !                                               | !                                               | ¡                                               | U00a1                                           |
| ?                                               | ?                                               | ¿                                               | U00bf                                           |
| =                                               | E                                               | €                                               | U20ac                                           |
| A nagykötőjel három gomb kombinációja           |                                                 |                                                 |                                                 |
| -                                               | -                                               | .                                               | – U2013                                         |

Sok számítógépes rendszeren a kombináló billentyű (compose key) nevű módosító billentyű jelzi a programoknak, hogy a következő billentyűleütéseket egy kombinációként kezelje olyan karakterek beviteléhez, amelyek nem szerepelnek a billentyűzeten.
Például a kombináló, majd az a és végül az e gombok lenyomása az AE ligatúrát eredményezi: æ. A kombináló, utána ' és végül az e eredménye pedig az ékezetes e: é.
A kombináló billentyű „Multi gomb”-ként (Multi key) ismert az X Window Systemben. XFree86-ban és az X.Org Server-ben több billentyűkiosztásnak van olyan változata, ami a „Multi gomb”-ot hozzárendeli valamely billentyűhöz, általában (PC billentyűzeteken) valamelyik Windows gombhoz, leggyakrabban a „helyi menü”-höz a „start” foglaltsága esetén. Megadható az XkbOptions-ben is (például "compose:rwin"), vagy az xmodmap(1) segédprogrammal.
Eredetileg a pénznemjelet a billentyűzeteken honosították, nem minden klaviatúrán volt dollárjel ($), így ezt a gombot használták kombináló billentyűként. De az 1990-es évektől minden szabványos billentyűzet része, így a modern rendszereken más gombot kellett találni erre a feladatra.
Az oldalt látható táblázat az Xorg 7 gyakran használt kombinációit tartalmazza. Más kombinációk is működhetnek, a de facto Sun/DEC/Falco szabványok alapján.
A kombináló gomb megtalálható a Sun Microsystems és a Digital Equipment Corporation LK201 családú billentyűzetein.
Mac OS X-en az opció gomb segítségével érhetünk el néhány speciális karaktert. Például az opció gombot lenyomva tartva és utána az a gombot megnyomva az eredmény å lesz; az opció és az ` párosból egy kijelölt ` lesz, ami az utána leütött billentyűvel kombinálódik – ha az e, akkor az eredmény è lesz, ha pedig r, akkor `r, mert a két karakter nem kombinálható.
A Microsoft Windowsban nincs kombináló billentyű, de támogatja a repülő ékezetek és az AltGr használatát sok karakter eléréséhez. Más karaktereket beírhatunk az Alt billentyű és egy ASCII vagy Unicode kód begépelésével a numerikus billentyűzeten. Néhány program közvetlenül is támogatja a kombináló gomb használatát, mint például a putty.
Számos nyílt forráskódú segédprogram és billentyűkiosztás elérhető, aminek a segítségével emulálhatjuk a kombináló billentyűt választható módosítógombbal, mint például a Ctrl vagy AltGr.

## Fordítás
- Ez a szócikk részben vagy egészben a Compose key című angol Wikipédia-szócikk fordításán alapul.  Az eredeti cikk szerkesztőit annak laptörténete sorolja fel. Ez a jelzés csupán a megfogalmazás eredetét és a szerzői jogokat jelzi, nem szolgál a cikkben szereplő információk forrásmegjelöléseként.

## Külső hivatkozások
- A GTK kombinációs gomb szekvenciák táblázata (angolul)
- Linux kombinációs gomb szekvenciák a megfelelő unicode kódjaikkal (angolul)
- XFree86 kombinációs karaktertábla (XFree86) (angolul)
- SUN CDE kombinációs gomb szekvenciák (angolul)
- AllChars, nyílt forrású segédprogram a kombináló billentyű Windows alatti emulációjára (angolul)
- JLG Extended Keyboard Layout (kiterjesztett billentyűkiosztás), alternatív segédeszköz a kombináló gomb Windows alatti használatára (angolul)